# (546) Hérodias
(546) Hérodias, internationalement (546) Herodias, est un astéroïde de la ceinture principale découvert par Paul Götz le 10 octobre 1904.
Il a été ainsi baptisé en référence à Hérodiade, princesse juive mentionnée dans les évangiles synoptiques.
C'est un astéroïde de type C, en orbite dans la ceinture principale près de la famille d'Eunomie. Ce n'est toutefois pas un membre de la famille, mais un intrus qui n'est pas lié à la région parce que sa composition est incompatible avec celle des autres membres. Son diamètre est d'environ 66 km, son albédo d'environ 0,053, et sa période de rotation est de 10,4 heures.